# Adenandra obtusata
Adenandra obtusata är en vinruteväxtart som beskrevs av Otto Wilhelm Sonder. Adenandra obtusata ingår i släktet Adenandra och familjen vinruteväxter. Inga underarter finns listade i Catalogue of Life.